# Grube Löwenherz
Die Grube Löwenherz ist eine ehemalige Eisen-Grube des Bensberger Erzreviers in Forsbach. Der Fundpunkt lag im Königsforst westlich vom ehemaligen Forsbacher Bahnhof.

## Geschichte
Am 12. Dezember 1853 beantragte Friedrich Hermanni eine Mutung auf Eisenerze unter dem Namen Rothenburg für eine Lagerstätte westlich vom so genannten Kalkweg im Königsforst. Aus nicht bekannten Gründen folgte eine zweite Mutung am 25. Januar 1854. Die Verleihung erfolgte unter dem Namen Löwenherz am 21. August 1856 auf Eisenerze. Über die Betriebstätigkeiten liegen keine näheren Angaben vor. Am 14. September 1892 wird als Eigentümer die Gewerkschaft Löwenherz erwähnt.